# Masaaki Yanagishita
Masaaki Yanagishita, född 1 januari 1960 i Hamamatsu, är en japansk fotbollstränare och före detta spelare, som sedan 2012 är manager för Albirex Niigata.
Mellan 1982 och 1992 spelade Yanagishita i Yamaha Motor där han gjorde 135 ligamatcher.
Som tränare har han basat över bland annat Júbilo Iwata, där han förde laget till seger i J. League Cup 2010.